# Balthasar Alexander von Platen
Balthasar Alexander von Platen (* 1725 auf Gut Dornhof; † 6. Mai 1757 vor Prag) war preußischer Hauptmann und Adjutant von Generalfeldmarschall Kurt Christoph von Schwerin.

## Leben
Balthasar Alexander war Angehöriger des rügischen Adelsgeschlechts von Platen. Seine Eltern waren der rügische Landrat, schwedische Major und Erbherr auf Dornhof, Christoph Ernst von Platen (1687–1753) und dessen erste Gemahlin Ulrica Lucretia, geborene von Bohlen (1701–1732). Der preußische Kriegs- und Domänenrat und Direktor des Schwedischen Hofgerichts in Vorpommern Christoph Ernst August von Platen (* 1723) und des schwedischen Feldmarschalls und Generalgouverneurs von Schwedisch-Pommern Philip Julius Bernhard von Platen (1732–1805) waren seine Brüder.
Balthasar Alexander trat in die preußische Armee ein und bestritt eine Offizierslaufbahn. Er nahm an den schlesischen Kriegen teil, wobei er sich mehrfach, unter anderem als Fähnrich in der Schlacht bei Hohenfriedeberg Verwundungen zuzog. Schließlich wurde er Adjutant des Generalfeldmarschall Kurt Christoph von Schwerin und ist mit diesem als Hauptmann in der Schlacht bei Prag geblieben.

Prinz Heinrich von Preußen widmete ihm eine Gedenktafel (Nr. 25) auf seinem Rheinsberger Obelisken: 

„v. Platen, Adjutant des Marschalls Schwerin. Er vereinigte alle Eigenschaften, welche Hoffnung gaben, er würde diesen großen Mann ersetzen. Er fiel ihm zur Seite am 06.05.1757.“